# Beavis and Butt-head Do America
Beavis and Butt-head Do America is een Amerikaanse langspeelanimatiefilm van Mike Judge uit 1996. De film is gebaseerd op de gelijknamige populaire animatieserie Beavis and Butt-head.

## Verhaal
Beavis en Butt-head ontdekken tot hun grote paniek dat hun televisietoestel is gestolen. Ze besluiten op zoek te gaan naar een ander toestel. Tijdens een van hun pogingen belanden ze in een hotel waar een huurmoordenaar hen geld aanbiedt indien ze zijn vrouw willen vermoorden. Door een misverstand denken Beavis en Butt-head dat ze geld krijgen om met haar naar bed te gaan. Aldus wordt het tweetal naar het vliegveld gebracht, waar ze in Las Vegas op zoek gaan naar de vrouw.

## Rolverdeling
| Acteur                          | Personage                                                                               |
| ------------------------------- | --------------------------------------------------------------------------------------- |
| Mike Judge                      | Beavis / Butt-head / Tom Anderson / Principal McVicker / Mr. Van Driessen               |
| Demi Moore                      | Dallas Grimes                                                                           |
| Bruce Willis                    | Muddy Grimes                                                                            |
| Robert Stack                    | ATF-agent Flemming                                                                      |
| Cloris Leachman                 | oude vrouw                                                                              |
| Greg Kinnear (niet op titelrol) | ATF-agent Bork                                                                          |
| Richard Linklater               | buschauffeur                                                                            |
| Earl Hofert                     | Mötley Crüe-roadie nr. 1                                                                |
| Tony Darling                    | Mötley Crüe-roadie nr. 2                                                                |
| Eric Bogosian                   | Old Faithful-ranger / perschef van het Witte Huis / luitenant bij Strategic Air Command |

## Filmmuziek
1. Two Cool Guys – Isaac Hayes – 3:06
2. Love Rollercoaster – Red Hot Chili Peppers – 4:37
3. Ain't Nobody – LL Cool J – 4:38
4. Ratfinks, Suicide Tanks and Cannibal Girls – White Zombie – 3:53
5. I Wanna Riot – Rancid with Stubborn All-Stars – 3:59
6. Walk on Water – Ozzy Osbourne – 4:18 *
7. Snakes – No Doubt – 4:34
8. Pimp'n Ain't EZ – Madd Head – 4:21
9. The Lord Is a Monkey (Rock Version) – Butthole Surfers – 4:44
10. White Trash – Southern Culture on the Skids – 2:03
11. Gone Shootin' – AC/DC – 5:05
12. Lesbian Seagull – Engelbert Humperdinck – 3:39

## Prijzen en nominaties
| Jaar | Prijs                                    | Genomineerde(n)   | Uitslag     |
| ---- | ---------------------------------------- | ----------------- | ----------- |
| 1996 | Razzie Award voor slechtste schermkoppel | Butt-head, Beavis | Genomineerd |
| 1996 | Razzie Award voor slechtste nieuwkomer   | Butt-head, Beavis | Genomineerd |
| 1997 | MTV Movie Award for Best On-Screen Duo   | Beavis, Butt-head | Genomineerd |